# Horreby Lyng
Horreby Lyng er Falsters eneste højmose og den største på Lolland-Falster med sine 150 ha.
I førromersk jernalder blev mosen, i lighed med en række andre moser, brugt til ofringer, og kraniet af et syv-otteårigt barn samt et skindslag og en fod er fundet i forbindelse med tørvegravning.
Horreby Lyng har været en del af det Falsterske Krongods. Da godset kom på auktion i 1766, blev Horreby Lyng købt som en del af Corselitze Gods af prins Carl af Hessen. Blot to år senere overtog Johan Frederik Classen (1725-1792) godset. Han havde ingen arving, så der blev udarbejdet et testamente, som bestemte, at hele hans formue skulle tilfalde en stiftelse, som bl.a. har velgørende formål. Stiftelsen, også kaldet Det Classenske Fideicommis, ejer i dag bl.a. Corselitze Gods.
I midten af 1800-tallet, og som følge af landboreformerne, blev udstrækningen af hovedgårdenes marker reduceret. Et tydeligt eksempel på dette er det gamle matrikelkort fra lyngen fra 1850. Selve Horreby Lyng var på ca. 150 ha, og heraf fastholdt Corselitze Gods de 92 ha. Resten, 48 ha, blev fordelt blandt gårdmændene i Horreby og Eget samt de lokale præsteembeder og skoler. De lokale anvendte lodderne til afgræsning med kreaturer, men også til tørvegravning til eget forbrug.

## Tørvegravning
Det vides ikke med sikkerhed, hvornår man påbegyndte tørvegravningen på Horreby Lyng. Men der findes gamle dokumenter, som beskriver, at man allerede i 1844 har foretaget tørvegravning.
I 1890 blev der foretaget en undersøgelse af tørvelagets tykkelse for at vurdere mulighederne for en egentlig tørveproduktion. Der var flere steder, hvor man på dette tidspunkt vurderede, at tørvelaget var omkring 10 m tykt.
Der er blevet gravet megen tørv i lyngen både under første og anden verdenskrig. Særligt under anden verdenskrig blev kul en mangelvare og tørvemoser en guldgrube. Corselitze Gods påbegyndte en massiv indvinding af tørv. Der blev etableret et sindrigt system af kanaler for at afvande mosen. I sommerhalvåret når vandspejlet var lavest, blev der udvundet tørv. I 1940 da produktionen var højest, blev der udvundet ca. 6.000 tons. Den primære aftager af tørven var sukkerfabrikken i Nykøbing Falster.
Mændene stod med håndkraft og gravede tørven fri. Arbejdet med at stable tørvene var kvinde- og børnearbejde. Det vurderes, at da tørveproduktionen var på sit højeste, var der mere end 100 mænd, kvinder og børn beskæftiget i mosen. Horreby Lyng var derfor i en periode den største arbejdsplads på Falster.

## Natura 2000
Horreby lyng er en del af Natura 2000-område nr. 175 Horreby Lyng og Listrup Lyng, og blev påbegyndt  fredet i 1961, og fuldt fredet i  1981, i alt ca. 254 hektar.